# Claus Nissen (Schauspieler)
Claus Nissen (* 28. Juli 1938 in Nykøbing Falster; † 29. April 2008 in Dänemark) war ein dänischer Schauspieler.

## Leben
Claus Nissen debütierte im Jahr 1963 als Theaterdarsteller bei Auftritten in der dänischen Studentenvereinigung „Studenterforeningen“. Im Anschluss spielte er an verschiedenen dänischen Theatern, in mehreren Komödien, Dramen und Revuen mit, so auch bei Stücken  von Jesper Jensen, Klaus Rifbjerg und Erik Knudsen. Eine große Bekanntheit erreichte er durch seine Tätigkeit als Filmschauspieler. Nissen spielte von 1961 bis 2004 in fast 100 Film-und-Fernsehproduktionen mit, darunter auch in zahlreichen erfolgreichen dänischen Filmen. Zudem wirkte er in fünf Filmen der Olsenbande-Reihe mit.
Claus Nissen starb im Alter von 69 Jahren. Seine Grabstätte befindet sich auf dem Holmens-Kirkegard in Kopenhagen.

## Filmografie
- 1965: Murmel
- 1967: Mögen Sie Austern? (Ka' De li' østers, Fernsehserie)
- 1967: Det perfekte menneske
- 1967: Sie treffen sich, sie lieben sich, und ihr Herz ist voller süsser Musik (Människor möts och ljuv musik uppstår i hjärtat)
- 1968: Det var en lørdag aften
- 1968: Die Olsenbande
- 1968: Kompanie, stillgestanden (Soldaterkammerater på bjørnetjeneste)
- 1969: Smil Emil
- 1969:  Der schmucke Arne und Rosa (Smukke-Arne og Rosa)
- 1970–1977: Oh, diese Mieter (Huset på Christianshavn, Fernsehserie)
- 1972: Professor Bumskes Liebesschule (Takt og tone i himmelsengen)
- 1972: Geburten verboten (Z.P.G.)
- 1972: Ein Draht im Kopf (Takt og tone i himmelsengen)
- 1973: Die Olsenbande läuft Amok
- 1974: Rapportpigen
- 1975: Det gode og det onde (Good and Evil oder The Good and the Bad)
- 1974: Mafiaen – det er osse mig!
- 1976: Blind makker
- 1976: Die Olsenbande sieht rot
- 1978: Die Olsenbande steigt aufs Dach
- 1981: Die Olsenbande fliegt über alle Berge
- 1981: Slingrevalsen
- 1983: Forræderne
- 1988: Johansens sidste ugudelige dage
- 1989: Isolde
- 1989: Notater om kærligheden (Notes on Love)
- 1991: Superdame (Mand med flasker)
- 1994: Hospital der Geister
- 1997: Hospital der Geister II
- 1998: Den blå munk
- 2000: Edderkoppen (Fernsehserie)
- 2000: Unit One – Die Spezialisten (Rejseholdet, Fernsehserie)
- 2001: De udvalgte
- 2001: På ama'r
- 2003: The Five Obstructions (De fem benspænd)